# Berliner Stadtbahn
A Berliner Stadtbahn egy vasútvonal, amely - nagyrészt tégla viaduktív íveken, az úgynevezett Stadtbahnbögenen - kelet-nyugati irányban halad Berlin történelmi központján és nyugati központjában. Hossza 11,2 kilométer, az Ostbahnhoftól az Alexanderplatzon, a Friedrichstraße-n, a Hauptbahnhofon és a Zoologischer Gartenen át a Charlottenburg állomásig tart, és kizárólag személyszállításra szolgál. A négy vágányból kettőt a regionális és távolsági vonatok, a másik kettőt a berlini S-Bahn használja. A Berlin Ostbahnhof és a Charlottenburg pályaudvartól nyugatra fekvő Holtzendorffstraße közötti Stadtbahn vasútvonal műemléki védettség alatt áll.

## Története

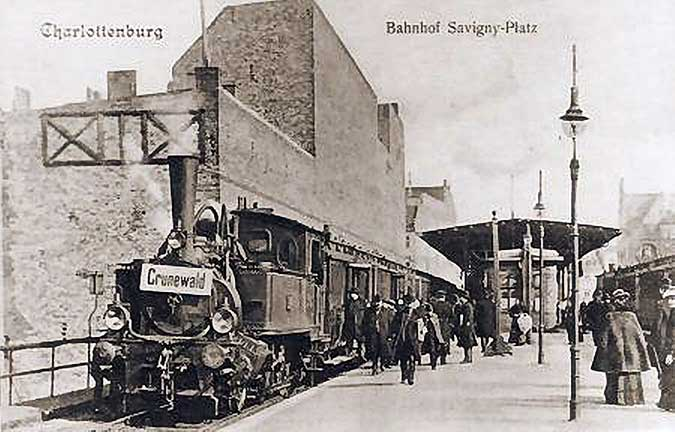
A Berlini városi vasút: Savignyplatz állomás egy T 2. sorozatú mozdonnyal

1871-től nyolc fő vasútvonal végződött Berlinben (Potsdamer Bahn, Anhalter Bahn, Stettiner Bahn, Schlesische Bahn, Hamburger Bahn, Görlitzer Bahn, Ostbahn és Lehrter Bahn), amelyek mindegyike saját végállomással (fejpályaudvarral) rendelkezett a város peremén vagy a város területén kívül. A másik állomásról való továbbutazáshoz a városon keresztül egy körülményes utazást kellett végrehajtani.
Szintén 1871-től kezdve Berlin főbb távolsági vasútállomásait egymás után a Berliner Ringbahn kötötte össze, kezdetben keleti félkör alakban, amelyet csak a Stadtbahn építése során zártak le az egész várost körbeölelő gyűrűvé.
Ennek fényében a városon átvezető vasútvonalat terveztek, hogy gyorsabb összeköttetést biztosítsanak a végállomások között.

## Állomások

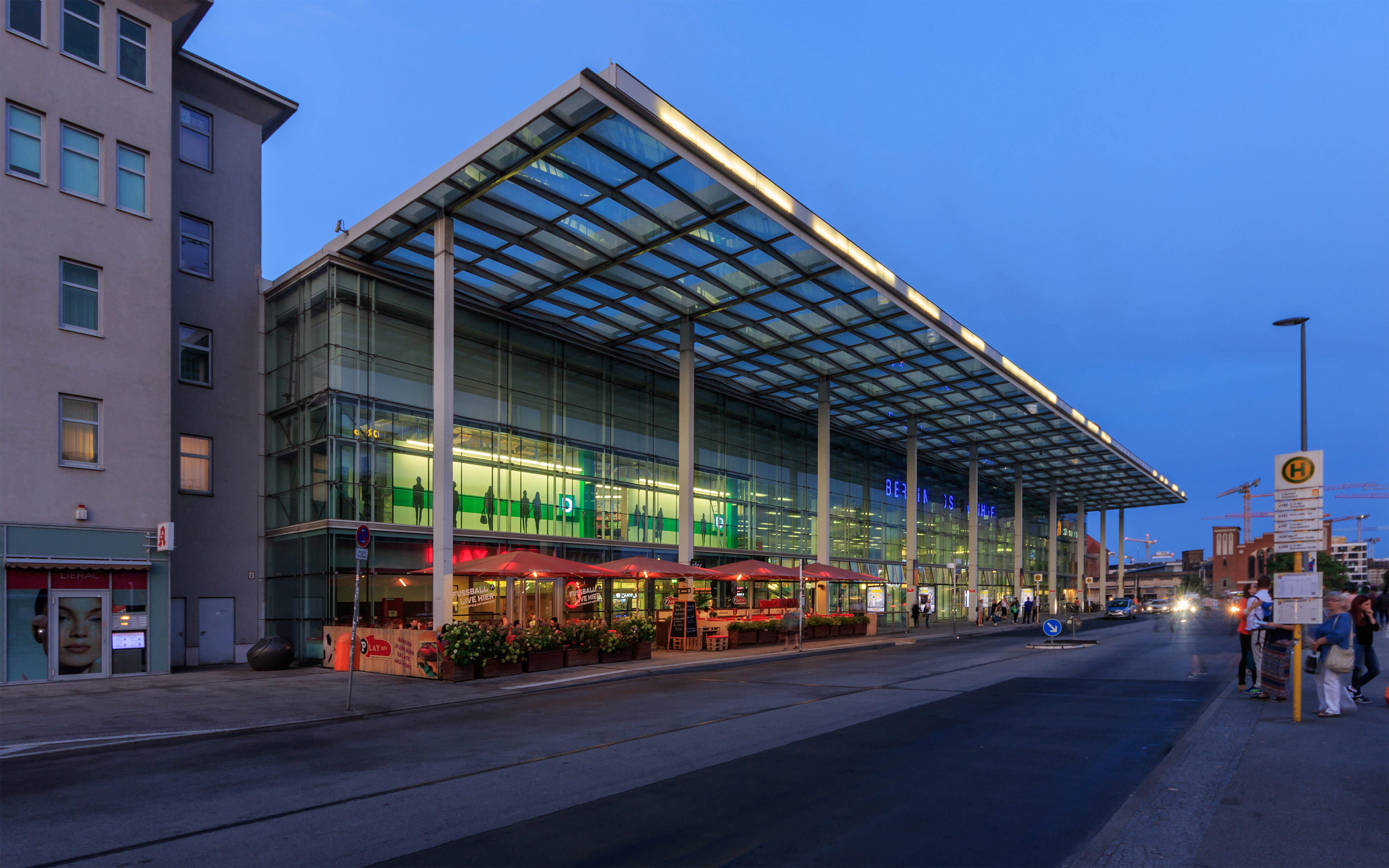
Ostbahnhof
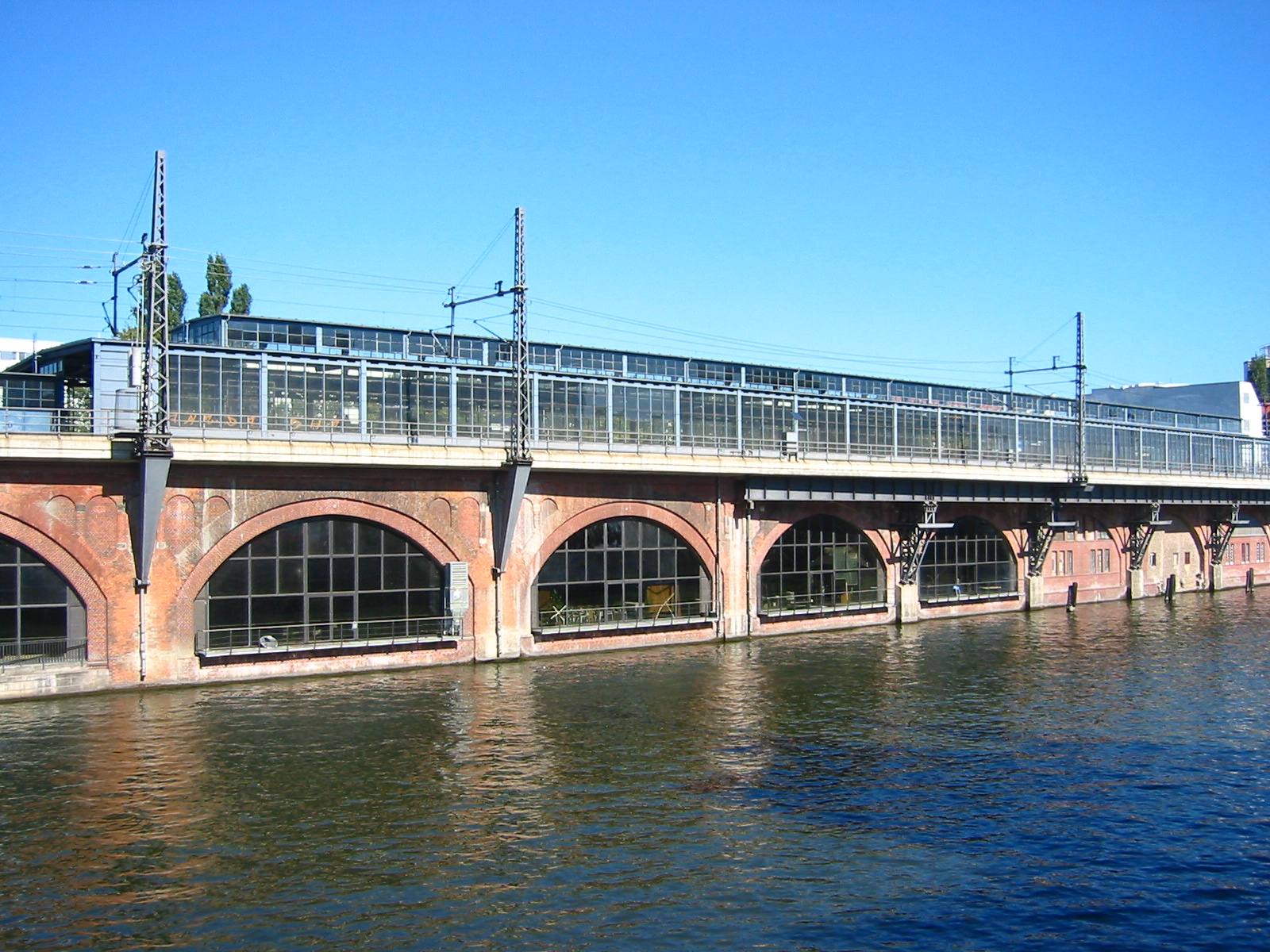
Bahnhof Jannowitzbrücke
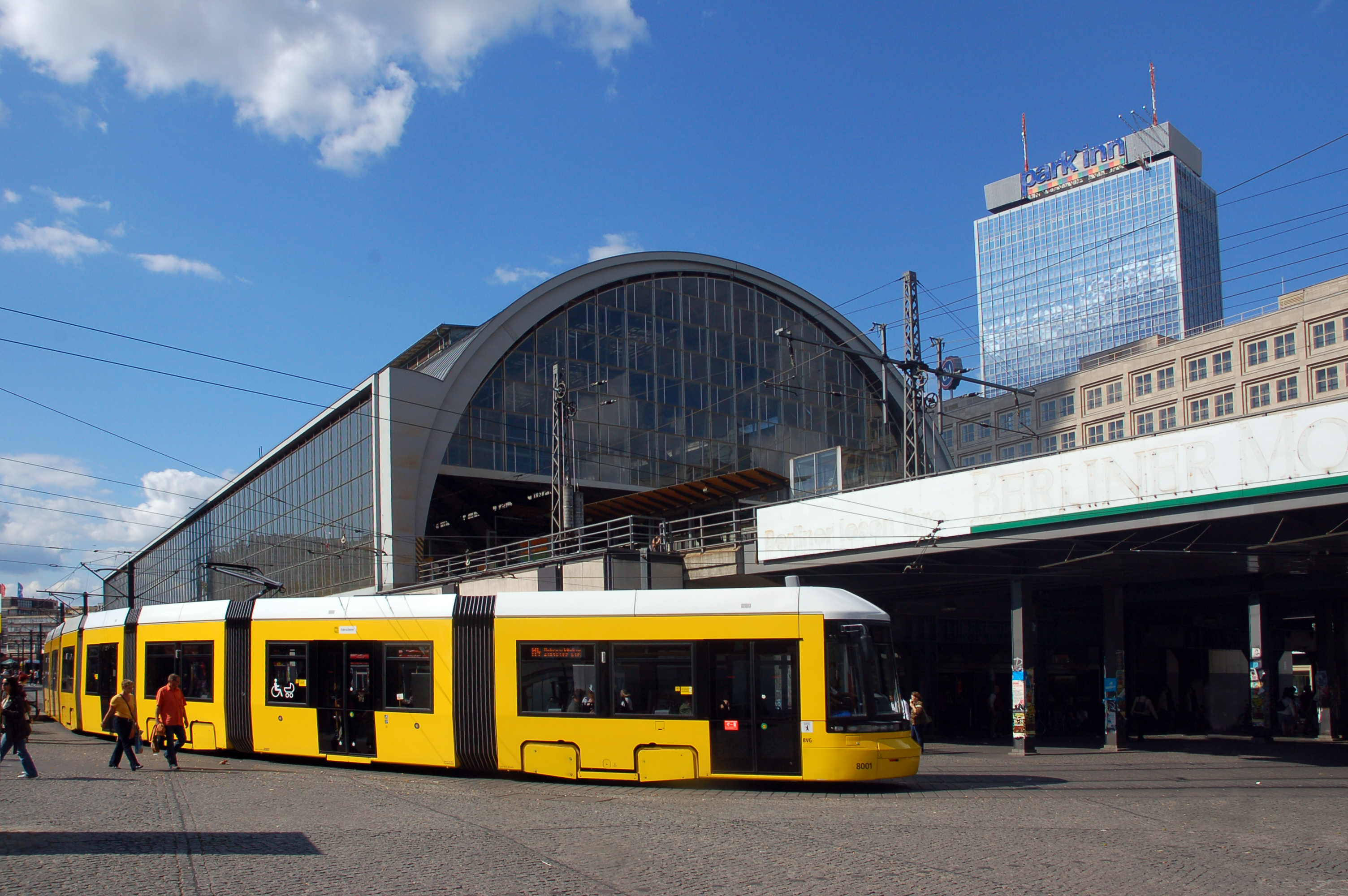
Bahnhof Alexanderplatz
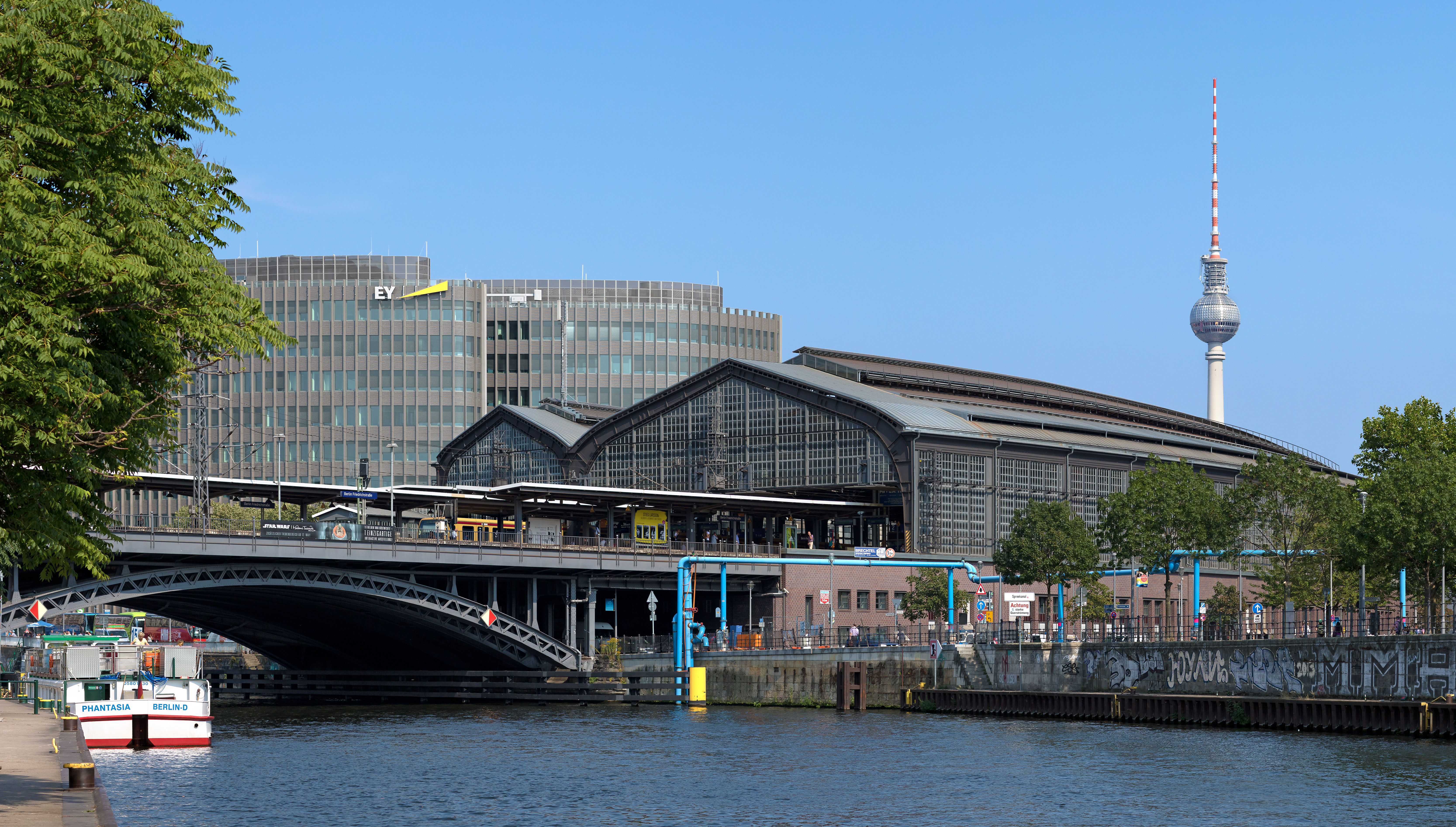
Bahnhof Friedrichstraße
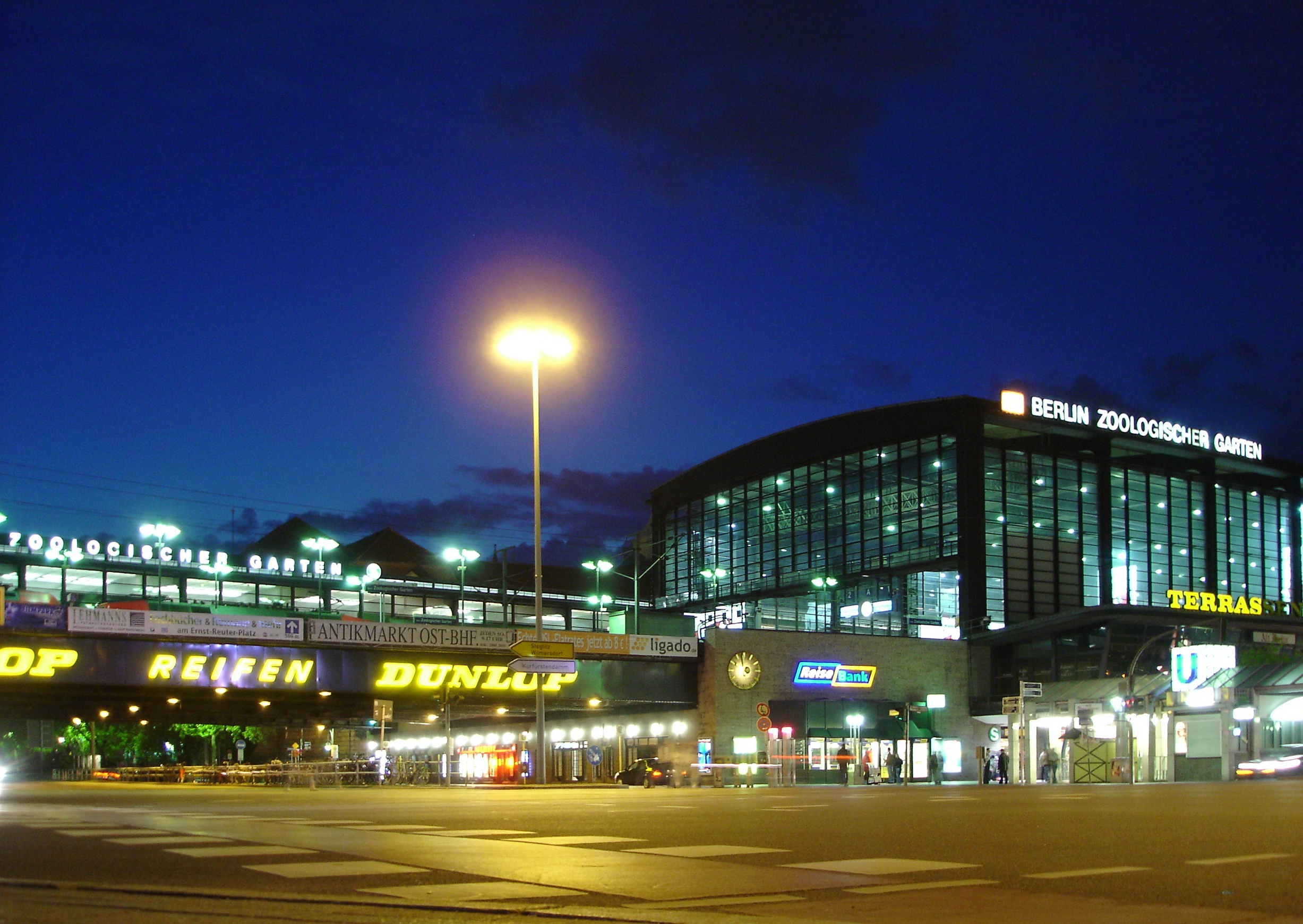
Bahnhof Zoologischer Garten